# Марич, Аднан
Аднан Марич (швед. Adnan Marić; род. 17 февраля 1997, Гётеборг) — шведский футболист, полузащитник «Варберга».

## Клубная карьера
Футболом начинал заниматься в клубе «Гуннильсе». В 2012 году в 15-летнем возрасте дебютировал за основную команду в матче второго шведского дивизиона с «Юнсередом», появившись на последние десять минут встречи. В общей сумме провёл за клуб восемь матчей, не отметившись результативными действиями. В январе 2013 года перешёл в другой гётеборгский клуб — ГАИС, с которым подписал контракт, рассчитанный на три года. Первую игру за новую команду провёл 13 апреля в матче второго тура Суперэттана с «Дегерфорсом», выйдя на замену в компенсированное ко второму тайму время.
10 апреля 2014 года перешёл в молодёжную команду валлийского «Суонси Сити». В её составе принимал участие в матчах Премьер-лиги 2 и трофее Английской футбольной лиги. Единственный свой матч за основной состав валлийского клуба провёл 6 февраля 2018 года в кубке Англии против «Ноттс Каунти», войдя в игру на 78-й минуте вместо Майка ван дер Хорна. Летом 2019 года после завершения контракта покинул команду.
Осенью 2019 года проходил просмотр и тренировался с «Хеккеном». В январе 2020 года подписал с клубом контракт на один год с возможностью продления. 18 июня дебютировал за основной состав в чемпионате Швеции в игре с «Мальмё», появившись на последних минутах вместо Далехо Ирандуста. В августе того же года расторг контракт с командой и вернулся в ГАИС, с которым заключил соглашение на два с половиной года. По итогам сезона 2021 года клуб вылетел из Суперэттана, в результате чего Марич покинул клуб.
14 декабря 2021 года полузащитник перешёл в «Йёнчёпингс Сёдру». В сезоне 2022 года принял участие в 13 матчах, в которых забил два мяча. 13 декабря 2022 года стало известно о переходе Марича в «Варберг», выступающий в Алльсвенскане.

## Карьера в сборных
Выступал за юниорские сборные Швеции. В составе сборной до 19 лет в марте 2016 года принимал участие в элитном раунде отбора к чемпионату Европы. Марич принял участие во всех трёх проигранных встречах: с Португалией (0:4), Словенией (1:3) и Россией (1:2).
30 июля 2016 года сыграл единственный матч за молодёжную сборную Швеции. В товарищеской игре с Южной Кореей он появился на поле на 86-й минуте вместо Муамера Танковича.

## Клубная статистика
| Выступление      | Выступление      | Выступление      | Лига | Лига | Кубки | Кубки | Конт. кубки | Конт. кубки | Итого | Итого |
| Клуб             | Лига             | Сезон            | Игры | Голы | Игры  | Голы  | Игры        | Голы        | Игры  | Голы  |
| ---------------- | ---------------- | ---------------- | ---- | ---- | ----- | ----- | ----------- | ----------- | ----- | ----- |
| Гуннильсе        | Дивизион 2       | 2012             | 8    | 0    | 0     | 0     | 0           | 0           | 8     | 0     |
| Гуннильсе        | Итого            | Итого            | 8    | 0    | 0     | 0     | 0           | 0           | 8     | 0     |
| ГАИС             | Суперэттан       | 2013             | 8    | 0    | 1     | 0     | 0           | 0           | 9     | 0     |
| ГАИС             | Итого            | Итого            | 8    | 0    | 1     | 0     | 0           | 0           | 9     | 0     |
| Суонси Сити      | Премьер-лига     | 2017/18          | 0    | 0    | 1     | 0     | 0           | 0           | 1     | 0     |
| Суонси Сити      | Итого            | Итого            | 0    | 0    | 1     | 0     | 0           | 0           | 1     | 0     |
| Хеккен           | Алльсвенскан     | 2020             | 7    | 0    | 1     | 0     | 0           | 0           | 8     | 0     |
| Хеккен           | Итого            | Итого            | 7    | 0    | 1     | 0     | 0           | 0           | 8     | 0     |
| ГАИС             | Суперэттан       | 2020             | 15   | 2    | 0     | 0     | 0           | 0           | 15    | 2     |
| ГАИС             | Суперэттан       | 2021             | 13   | 2    | 3     | 1     | 0           | 0           | 16    | 3     |
| ГАИС             | Итого            | Итого            | 28   | 4    | 3     | 1     | 0           | 0           | 31    | 5     |
| Йёнчёпингс Сёдра | Суперэттан       | 2022             | 13   | 2    | 0     | 0     | 0           | 0           | 13    | 2     |
| Йёнчёпингс Сёдра | Итого            | Итого            | 13   | 2    | 0     | 0     | 0           | 0           | 13    | 2     |
| Всего за карьеру | Всего за карьеру | Всего за карьеру | 64   | 6    | 6     | 1     | 0           | 0           | 70    | 7     |